# Wellness

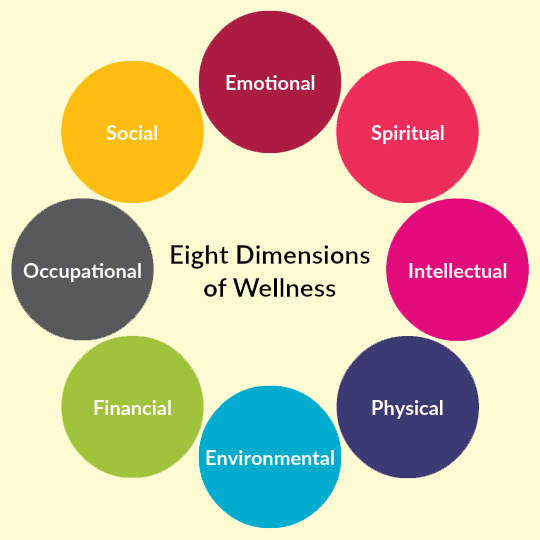
Las Ocho Dimensiones del Bienestar: Social, Emocional, Espiritual, Intelectual, Físico, Ambiental, Financiero, Ocupacional.

Wellness es un término en inglés que se usa generalmente para definir un equilibrio saludable entre los niveles mental, físico y emocional, obteniendo como resultado un estado de bienestar general.

## Concepto
Aunque empezó a usarse sobre 1950 por Halbert L. Dunn, posteriormente conocido como "padre del movimiento wellness", el término "wellness" moderno, no fue popular hasta los años 1970.
El término ha sido definido por el National Wellness Institute (con sede en Wisconsin) como "un proceso activo mediante el cual nos concienciamos y hacemos ciertas elecciones en vistas de una existencia más plena."
En otras palabras, el wellness es un término de la salud que hace hincapié en el estado del ser en su conjunto y en su continuo desarrollo.
Según las publicaciones referentes al wellness, las dimensiones del significado de dicha palabra pueden incluir: condiciones mentales, físicas y espirituales, así como sociales, laborales y de la salud ambiental. 
El wellness es el resultado de la iniciativa personal por encontrar un estado óptimo, integral y equilibrado de la salud en múltiples facetas.
Wellness también se puede definir como "la búsqueda constante y consciente de vivir la vida a su máximo potencial."
Halbert L. Dunn, comenzó a utilizar el término "high level wellness" (wellness de alto nivel) en la década de los 1950, basándose en una serie de escritos de una Iglesia Unitaria universitaria de Arlington (Virginia, EE. UU.). Dunn define wellness como un "método integrado de funcionamiento que está orientada a maximizar el potencial de cada individuo. Esto requiere que se mantenga un equilibrio general continuo en la dirección establecida, dentro del ambiente donde se sitúa. Igualmente, afirmó que "el wellness es un camino hacia un estado funcional cada vez más alto."
El término "wellness" también puede ser visto como una analogía al término médico "homeostasis".

### "Wellness" vs "Fitness"
El concepto "Fitness" hace referencia a sentirse bien físicamente. Con el fitness seremos capaces de mejorar, entre otras cosas, nuestra postura corporal, flexibilidad, amplitud articular, e incluso la respuesta de nuestro sistema cardiovascular al ejercicio.
El "wellness", además de integrar estos aspectos, los amplia y lo enfoca al bienestar general de la persona. Podríamos hablar de la mejora del equilibrio entre la mente y el cuerpo, nuestra gestión de las emociones… es decir, combinamos el trabajo físico con el psicológico, y de esta manera, evitamos la aparición de episodios de estrés.

### "Wellness" como estilo de vida
Si adoptamos el wellness como estilo de vida obtendremos muchos beneficios:
Wellness significa:
- Mayor eficiencia laboral:Seremos más capaces de tomar decisiones complejas, más creativos, estaremos más concentrados, y tendremos una mayor resistencia al estrés.
- Más energía: nos sentiremos en forma, superaremos los episodios de cansancio más fácilmente y afrontaremos las situaciones cotidianas con más vitalidad.
- Estar bien con uno mismo y con los demás: Mejorará nuestro humor, nos sentiremos en armonía con nuestro entorno y facilitará las relaciones sociales.
- Más vitalidad tanto a corto como a largo plazo: Los beneficios del wellness son reales, no solo subjetivos. Tiene repercusión sobre los principales órganos, lo que ayuda a mantener la capacidad psicofísica de una persona.